# Jan Bubeník
Jan Bubeník (* 4. dubna 1968) je český podnikatel, personalista, bývalý studentský aktivista z dob sametové revoluce, pak československý politik a bezpartijní poslanec Sněmovny lidu Federálního shromáždění.

## Biografie
Studoval medicínu na Fakultě dětského lékařství Univerzity Karlovy, kde jej zastihla sametová revoluce. Patřil mezi organizátory následné studentské stávky. V prosinci 1989 zasedl v rámci procesu kooptací do Federálního shromáždění po sametové revoluci do Sněmovny lidu (volební obvod č. 6 – Praha 4 a Praha 5). Byl tehdy nejmladším poslancem parlamentu. Ve Federálním shromáždění setrval do konce funkčního období, tedy do svobodných voleb roku 1990. Po volbách v roce 1990 odjel do USA učit se anglicky a pak se vrátil do 4. ročníku studia medicíny na Univerzitě Karlově. Vysokou školu nedokončil.
V letech 1996–1999 pracoval ve společnosti McKinsey & Co. Veřejně se nadále angažoval. V roce 1999 byl hlavním organizátorem akce Deset let poté k 10. výročí sametové revoluce. Počátkem roku 2001 byl spolu s politikem Ivanem Pilipem zatčen při cestě na Kubu a několik týdnů vězněn tamním komunistickým režimem. Vystudoval ekonomii na University of Colorado. Od roku 2000 působil jako šéf pražské pobočky firmy Korn/Ferry. Zaměřuje se na headhunting. Později založil headhuntingovou firmu Bubenik Partners.
Jeho manželkou byla novinářka Pavlína Wolfová.